# Attracteur d'Ikeda

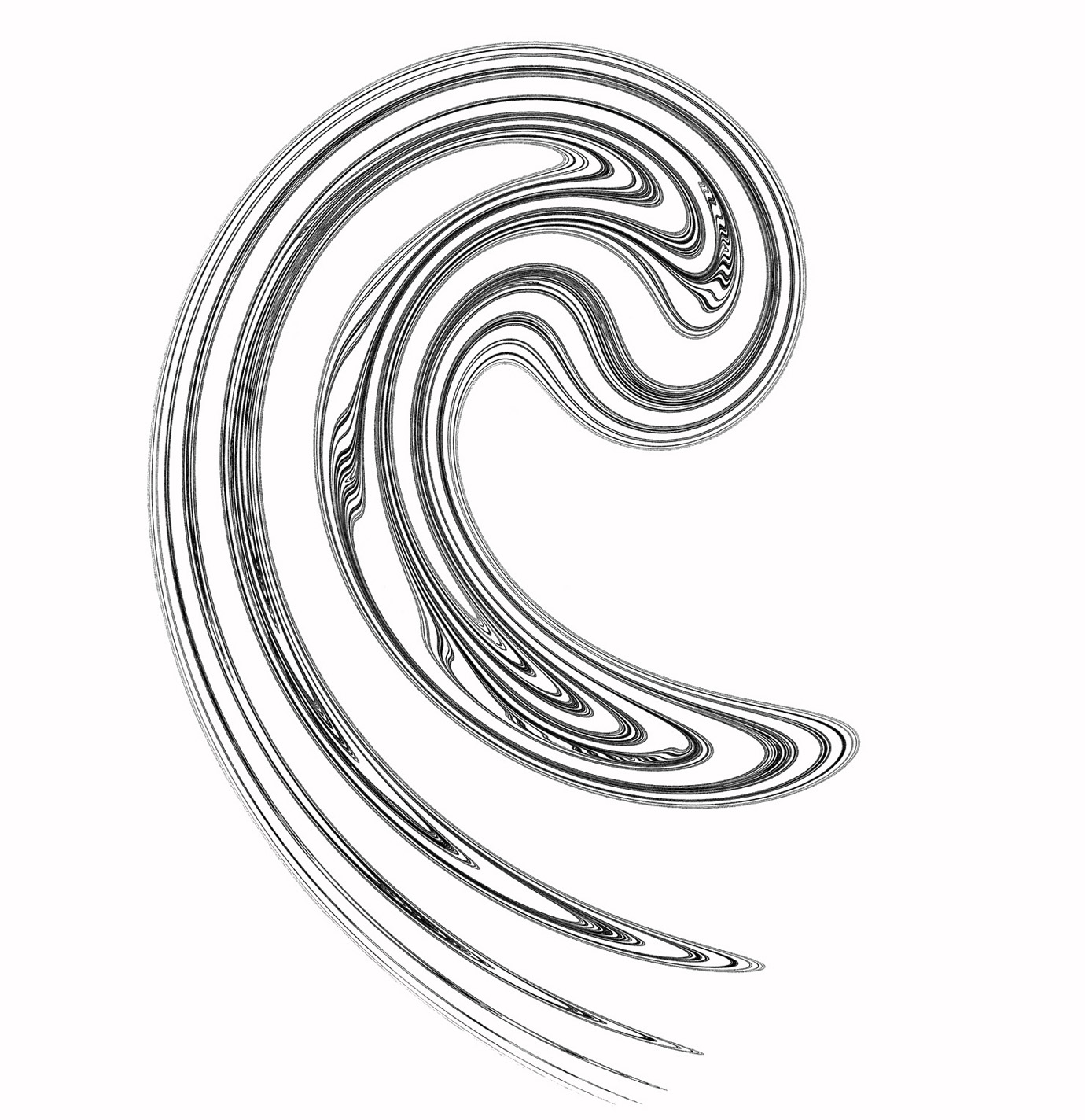
Attracteur d'Ikeda.

L'attracteur d'Ikeda est un système dynamique à temps discret, caractérisé par la relation de récurrence :
{\displaystyle z_{n+1}=A+Bz_{n}e^{iK/(|z_{n}|^{2}+1)+C}}.
Il a été proposé en 1979 par le physicien japonais Kensuke Ikeda pour décrire la propagation de la lumière à travers une cavité optique non linéaire. 
La relation de récurrence est souvent utilisée sous la forme :
{\displaystyle {\begin{cases}x_{n+1}=1+u(x_{n}\cos \theta _{n}-y_{n}\sin \theta _{n})\\y_{n+1}=u(x_{n}\sin \theta _{n}+y_{n}\cos \theta _{n})\end{cases}}}
où {\displaystyle u\in \mathbb {R} } est un paramètre et {\displaystyle \theta _{n}=0.4-{\frac {6}{1+x_{n}^{2}+y_{n}^{2}}}}.
Lorsque {\displaystyle u\geqslant 0.6}, le système a un comportement chaotique.

## Trajectoires
Les graphes ci-dessous représentent la trajectoire de 200 points, pour différentes valeurs du paramètre {\displaystyle u}. Le graphe de gauche permet de visualiser l'attracteur et le point fixe, tandis que celui de droite est un zoom dans la région de l'attracteur et du point fixe.
|  |  |  |
|  |  |  |
|  |  |  |